# 埃爾蒂格雷
埃爾蒂格雷（El Tigre）是委內瑞拉的城市，由安索阿特吉州負責管轄，位於該國東北部，始建於1933年2月3日，海拔高度265米，每年平均降雨量約1,200毫米，2001年人口147,800。

## 外部連結
- simonrodriguez-anzoategui.gov.ve （页面存档备份，存于） （西班牙文）